# Synagoga Zeliga Wajngartena w Łodzi
Synagoga Zeliga Wajngartena w Łodzi – prywatny dom modlitwy znajdujący się w Łodzi przy ulicy Północnej 9.
Synagoga została zbudowana w 1891 roku, z inicjatywy Zeliga Wajngartena. Podczas II wojny światowej hitlerowcy zdewastowali synagogę.